# Kompleks sultana Bajazida II.
Kompleks sultana Bajazida II. (turško Sultan II Bayezid Külliyesi) je külliye (kompleks zgradb, povezanih s turško arhitekturo, s središčem v mošeji in upravljan v okviru ene same institucije) v mestu Odrin v Turčiji. Leta 1488 jo je zgradil osmanski arhitekt Mimar Hajrudin za sultana Bajazida II. (vladal 1481–1512).
Kompleks vsebuje Dar al-Šifa (turško darüşşifa, »bolnišnica, zdravstveni center«) in je deloval štiri stoletja od leta 1488 do rusko-turške vojne (1877–78). Bolnišnica je bila še posebej znana po svojih metodah zdravljenja duševnih motenj, ki so vključevale uporabo glasbe, zvoka vode in dišav.
Zgodovinska darüşşifa je bila leta 1993 vključena v strukturo univerze Trakija s sedežem v Odrinu in leta 1997 spremenjena v Zdravstveni muzej kompleksa sultana Bajazida II., muzej, posvečen zgodovini medicine in zdravstvenim zadevam na splošno. Kompleks je bil leta 2016 vpisan na poskusni seznam območij svetovne dediščine v Turčiji.

## Arhitektura
Kompleks stavb je v bližini reke Tundca in je sestavljen iz mošeje s preddverjem in arkadnim dvoriščem, ljudske kuhinje (imaret), hospica (tahhane), bolnišnice (darüşşifa ali şifahane), dveh univerzitetnih stavb (medresa) in kopališče (hamam). Stavbni kompleks je obdan z obzidjem, ki ohranja enotnost stavbnega kompleksa in njegove zunanjosti. Zasnova monumentalne zgradbe že kaže elemente kasnejše klasične epohe osmanske arhitekture: igra s kontrasti med masivnimi glavnimi stavbami, ki se raztezajo z velikimi kupolami, in visokimi, vitkimi minareti, pa tudi formulativno ponavljanje istih elementov kot manjše kupole in dimniki gospodarskih poslopij. V nasprotju s popolno simetrijo na primer carigrajske mošeje sultana Mehmeta Fatiha (1461) so posamezne stavbe kompleksa sultana Bajazida razporejene na manj strukturiran način, obdajajoči zid pa je tisti, ki na koncu ustvari enoten značaj stavbe.
Mošeja s svojo kupolo s premerom 23 m z lanterno na 19 m visoki kubični podlagi, ki se odseva v reki, od daleč dominira pogledu na stavbo. Pendantivi povezujejo okroglo obliko glavne kupole s kvadratno osnovno zgradbo prek 20-stranega bobna (trompa. Na vsaki strani je vgrajeno okno. Dodatno svetlobo prepušča še 14 oken v stranskih stenah. Na obeh straneh mošeje, a brez neposrednega dostopa do nje, sta spodnja prostora medrese in knjižnice, ki ju pokriva devet manjših kupol. Vse kupole so prekrite s svinčenimi ploščami nad leseno konstrukcijo. Na severovzhodnem in jugozahodnem vogalu obeh medres se dviga minaret z balkonom. Pred mošejo in hospicem je arkadno dvorišče z vodnjakom (Şadırvan). Oboki arkadnega dvorišča mošeje so obokani z manjšimi kupolami; srednji obok petpolega portika (Son cemaat yeri) z vhodom v mošejo ima rahlo privzdignjen kupolasti boben. Arkadni loki slonijo na stebrih, ki ustvarjajo kontrast s svojo relativno vitkostjo glede na širino lokov.
Zahodno od mošeje so bolnišnica, medicinska šola in bolnišnica za duševno bolne (Timarhane). Na jugu ima bolnišnica široko, kupolasto šesterokotno osrednjo stavbo z vodnjakom v središču, obdano z manjšimi prostori s skupno dvanajstimi kupolami in predprostorom s šestimi dvignjenimi ploščadmi. Celotna stavba je tlakovana z marmorjem. Notranje dvorišče se proti severu odpira z asimetrično oblikovano vežo. Osmanski potopisec Evliya Çelebi poroča, da je bila trikrat na teden v glavni sobi pod veliko kupolo predvajana glasba: »Kot zdravilo za bolne, zdravilo za prizadete, duhovna osvežitev za nore in zdravilo za melanholijo«. Medicinska fakulteta, ki je zahodno od bolnišnice, ima 18 študentskih sob in učno sobo, razporejenih po arkadah drugega dvorišča, v središču katerega je vodnjak.

## Pomen
Skupaj z mošejo Bajazida v Carigradu, ki jo je zgradil isti arhitekt iz leta 1501, kompleks v Odrinu označuje začetek klasične osmanske arhitekture: v svoji splošni zasnovi, ki je bolj heterogena kot Fatihova mošeja, se zasnova stavbe bolj nagiba k bizantinskemu kot v arhitekturi starejših osmanskih stavb. Slogovni model je jasneje prepoznaven v mošeji Bajazita, katere monumentalno glavno kupolo obdajata dve polkupoli in katere podolgovata ladja je obdana z dvojnimi arkadami. Nad arkadami se dvigajo [timpanon (arhitektura)|timpanoni]], ki jih prebadajo številna okna in so s kupolo povezani s pendantivi. Arhitekt Sinan in njegov graditelj Sülejman I. sta kasneje uporabila to metodo gradnje, da bi ustvarila nov in izviren arhitekturni slog za klasično osmansko mošejo.

## Galerija
- Notranjost nošeje
- Dvorišče mošeje
- Dvorišče in muzej